# Polis (roman)
Polis (originaltitel: Politi) är en roman från 2013 av den norske författaren Jo Nesbø och den tionde boken i Harry Hole-serien. Romanen utkom 2013 i svensk översättning av Per Olaisen på Piratförlaget. På norska utkom romanen på förlaget Aschehoug.

## Handling
Utredaren Harry Hole är försvunnen trots att det finns en polismördare i Oslo som behöver stoppas.